# Höllentalferner

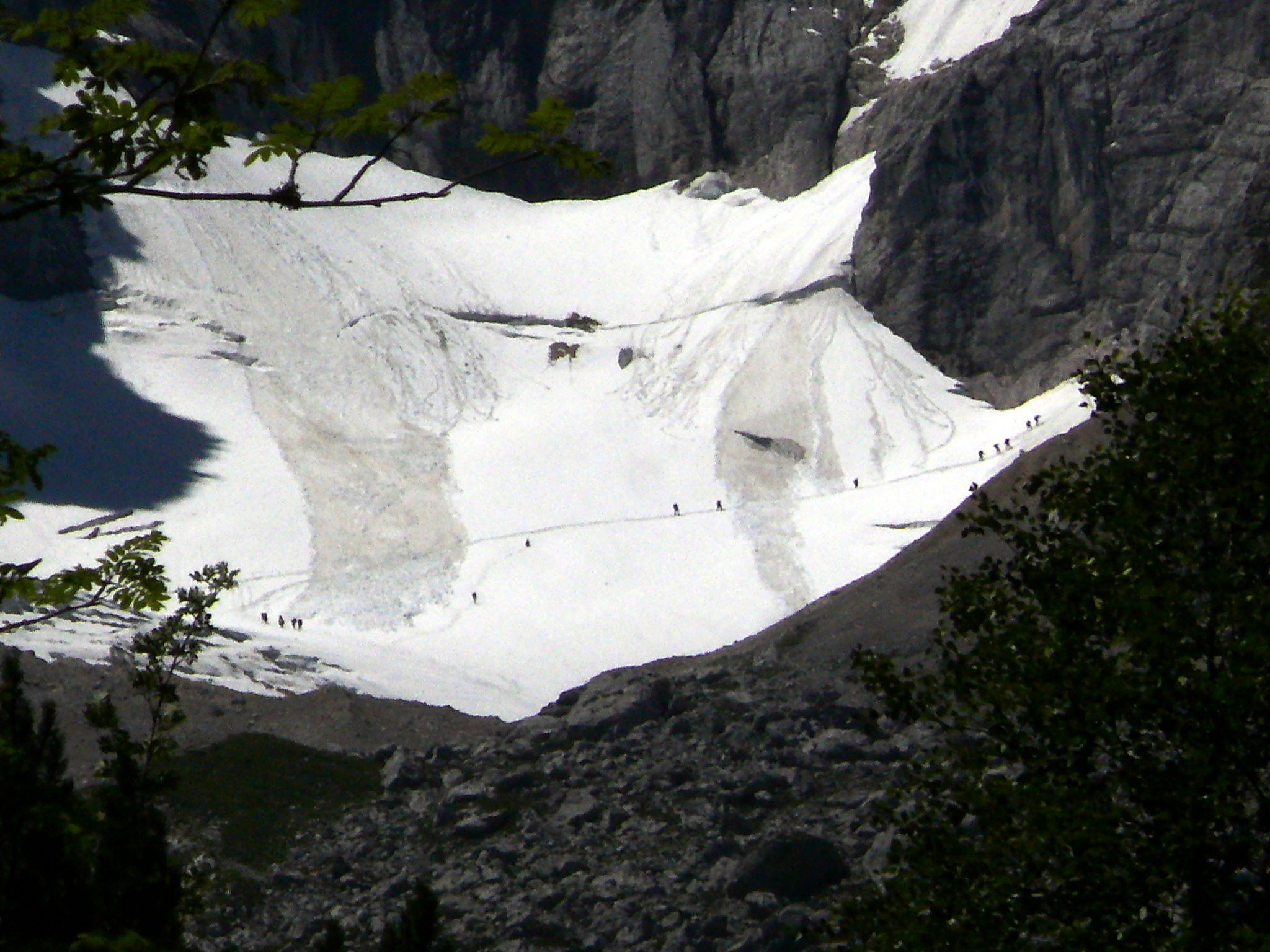
Otra vista del Höllentalferner desde el valle de Höllental.

El Höllentalferner es un glaciar situado en los Alpes Bávaros, dentro del valle de Höllental, en el macizo conocido como Wettersteingebirges. Tiene una superficie de una 25 hectáreas, un kilómetro de longitud y 700 metros de anchura. Se encuentra situado en un circo de roca orientado al norte entre los 2.200 y los 2.570 m s. n. m. Es el único glaciar de Alemania que posee una lengua glaciar propiamente dicha. A pesar de su baja altura no se encuentra amenazado y su tamaño no ha disminuido en los últimos años. Esto se debe a su orientación y a la pendiente de la cordillera, muy acusada, lo que le permite recargarse continuamente de nieve gracias a las avalanchas. 